# (359103) Ottopiene
(359103) Ottopiene ist ein Asteroid des inneren Hauptgürtels, der vom deutschen Astronomen Felix Hormuth am 16. Januar 2009 am spanischen Calar-Alto-Observatorium (IAU-Code 493) entdeckt wurde.
Der mittlere Durchmesser des Asteroiden wurde mithilfe des Wide-Field Infrared Survey Explorers (WISE) grob mit 2,039 (±0,538) km berechnet, die Albedo ebenfalls grob mit 0,056 (±0,024).
Der Asteroid wurde am 22. Februar 2016 nach dem deutschen Künstler und Mitbegründer der Künstlergruppe ZERO Otto Piene (1928–2014) benannt. Piene gilt als Wegbereiter der Licht- und Feuerkunst sowie der Sky-Art-Aktionen. Die Widmung zur Asteroidenbenennung verfasste D. Jung.